# Passage du Charolais
Le passage du Charolais est une voie située dans le 12e arrondissement de Paris, en France.

## Situation et accès

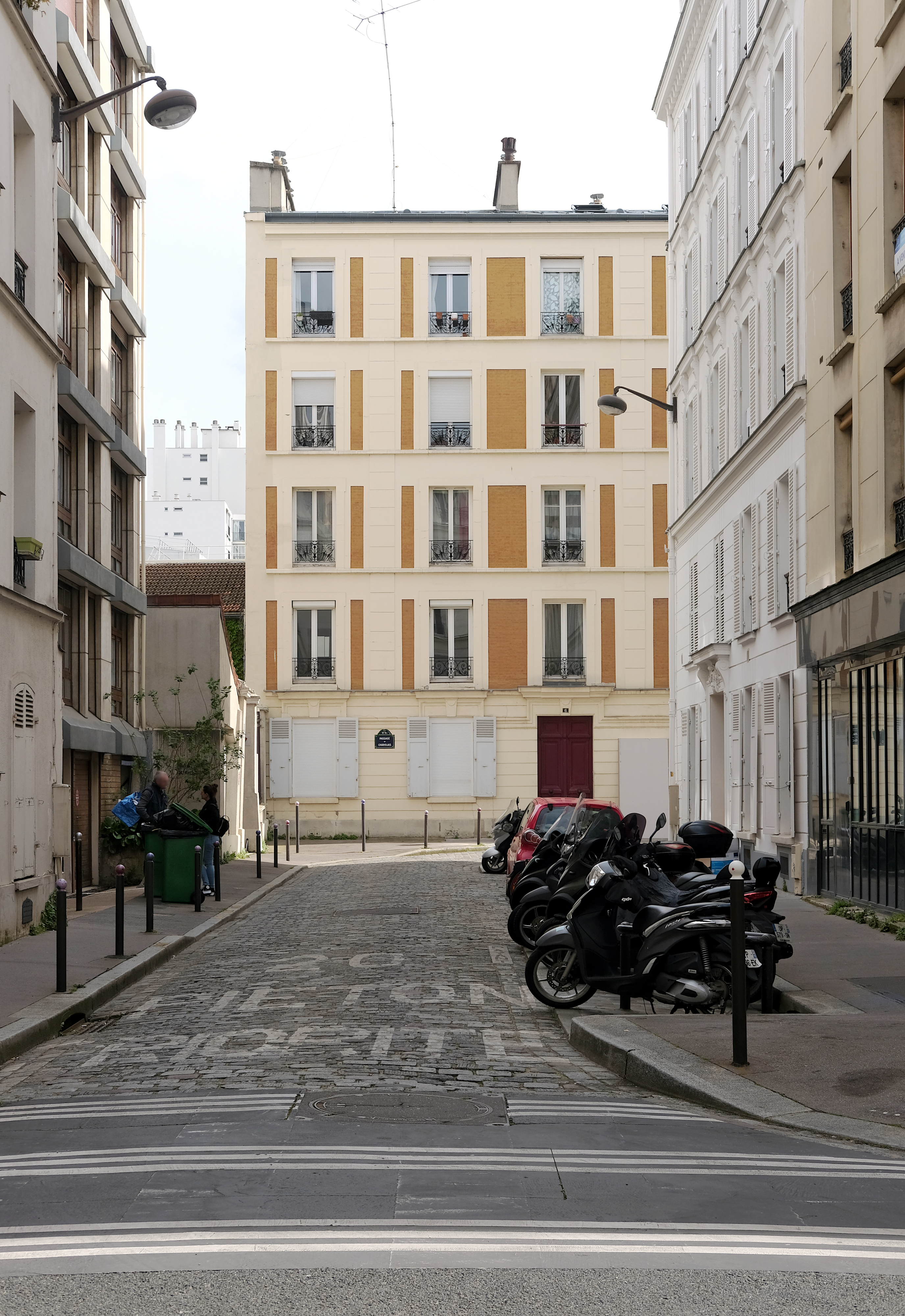
Le passage du Charolais vu de la rue Baulant.

Le passage du Charolais est une courte voie en équerre du 12e arrondissement ; il relie la rue du Charolais à la rue Baulant.

## Origine du nom
Le nom du passage, comme la rue du Charolais dans laquelle il débouche, fait référence à l'ancienne province française du Charolais.

## Historique
La voie est ouverte sous sa dénomination actuelle en 1874.